# Jørgen Skafte Rasmussen

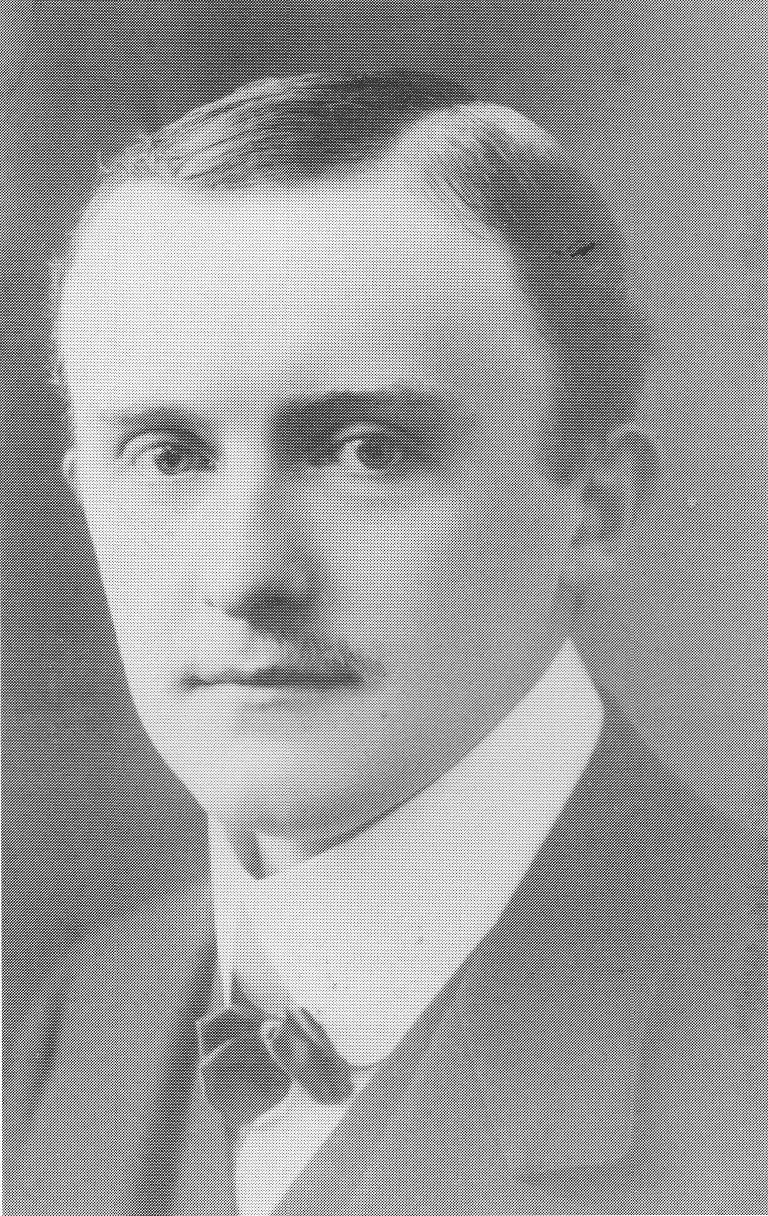
Jørgen Skafte Rasmussen, 1906

Jørgen Skafte Rasmussen (* 30. Juli 1878 in Nakskov; † 12. August 1964 in Kopenhagen) war ein über weite Teile seines Lebens in Deutschland tätiger dänischer Ingenieur und Industrieller. Er gründete 1903 die Firma Rasmussen & Ernst, aus der 1923 die Zschopauer Motorenwerke J. S. Rasmussen AG hervorgingen, die sich mit ihrer Marke DKW zum zeitweise größten Motorradhersteller der Welt entwickelten. Seine Verdienste im Automobilbau sind die Verbreitung des Zweitaktmotors sowie des Frontantriebs im industriellen Maßstab.

## Familie
Jørgen Skafte Rasmussen war der Sohn des Kapitäns Hans Peder Rasmussen und dessen zweiter Ehefrau Maren Johanne geb. Skafte. Der Vater starb, als Jørgen Skafte noch ein Kleinkind war; die Mutter verlor er im Alter von 19 Jahren.
Jørgen Skafte Rasmussen besuchte die Realschule in Nakskov und begann wahrscheinlich 1894 eine Lehre bei Smidt, Mygind & Hüttemeier in Kopenhagen. Nach dem Tod der Mutter zog er zu seiner Halbschwester nach Nykøbing/Falster und setzte seine Lehre bei dem Motorenhersteller Guldborg fort. Dort schloss er 1898 seine Ausbildung ab und verließ unmittelbar danach Dänemark.

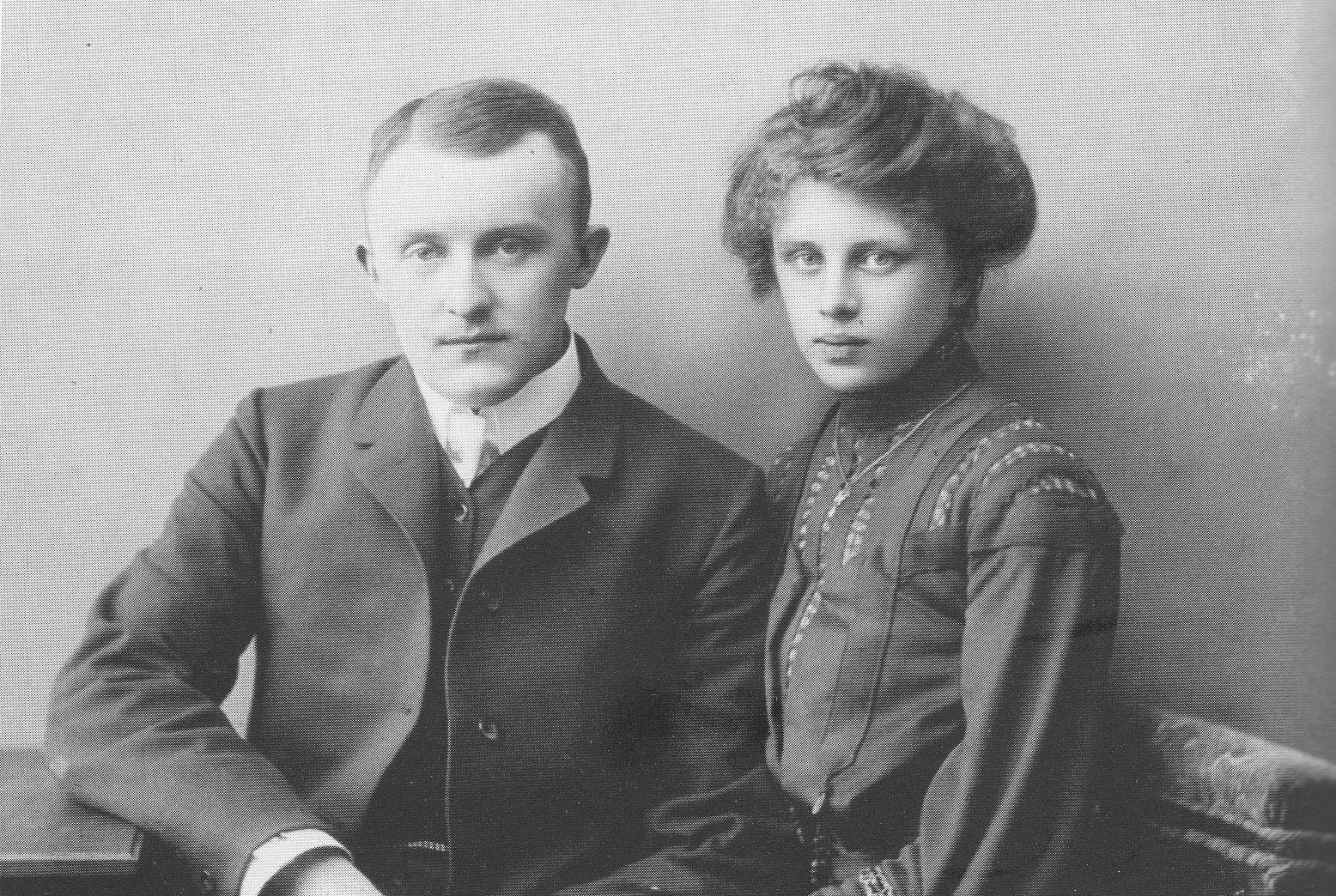
Rasmussen mit Ehefrau Therese, 1904

Von 1898 bis 1900 studierte Rasmussen Maschinenbau und Elektrotechnik am Technikum Mittweida und wechselte danach auf die neugegründete Ingenieurschule Zwickau. Dort legte er 1902 die Prüfung zum Ingenieur ab. Anschließend arbeitete er wahrscheinlich bei der Rheinischen Metallwaren- & Maschinenfabrik in Düsseldorf, kehrte aber offenbar bald nach Zwickau zurück. Am 10. September 1904 heiratete Jørgen Skafte Rasmussen in Chemnitz die Kaufmannstochter Johanna Clementine Therese Liebe (1884–1973).

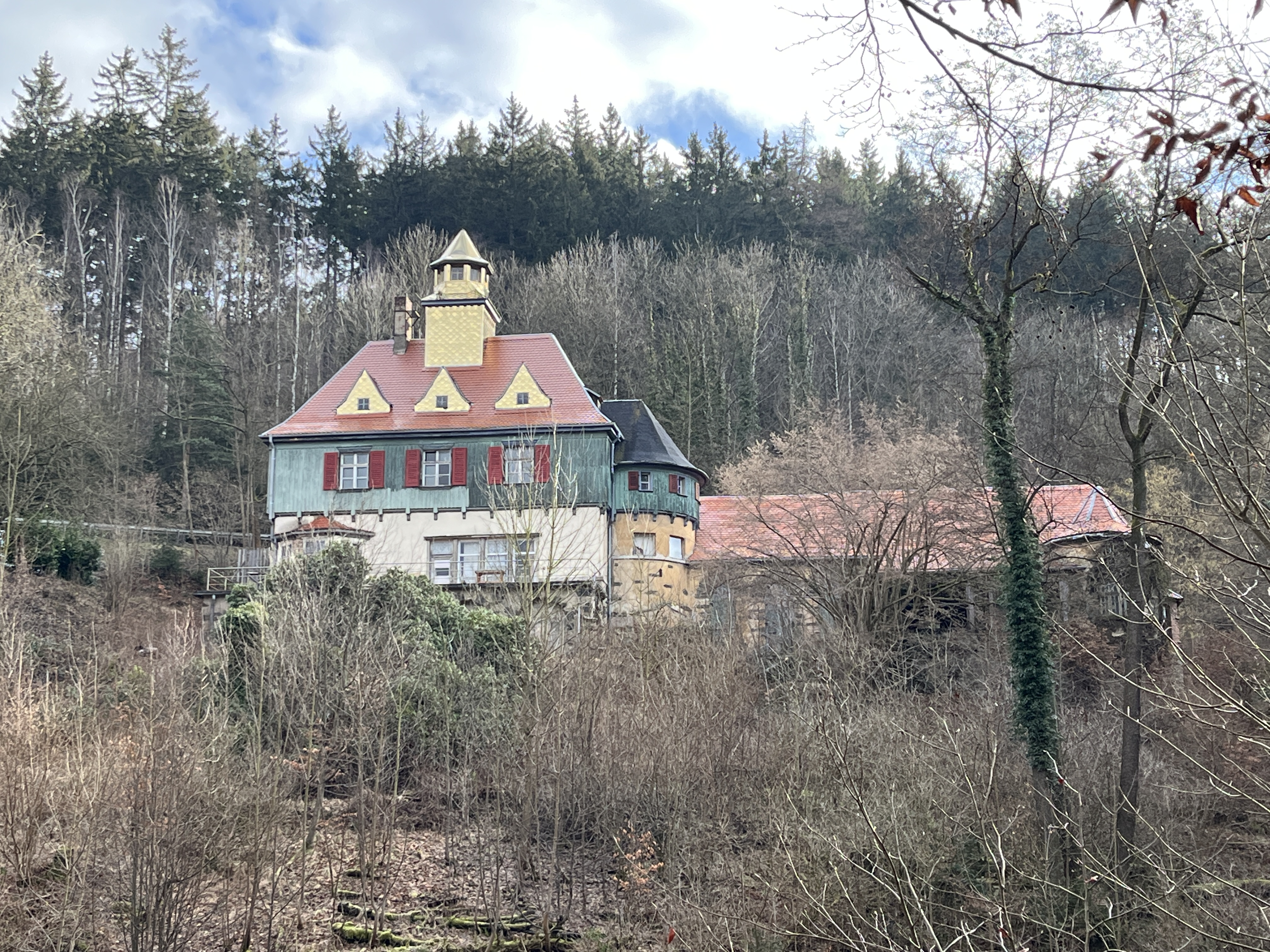
Rasmussens Villa im Tischautal in Zschopau

1938 verließ er Zschopau und erwarb ein Anwesen in Sacrow bei Potsdam, das die Familie bis 1945 bewohnte. 1945 floh er mit seiner Frau nach Flensburg, ging 1947 nach Dänemark zurück und lebte ab 1948 in Hareskovby. Nach seinem 75. Geburtstag übersiedelte er mit seiner Frau nach Kopenhagen.
Aus der Ehe gingen vier Kinder hervor, die Tochter Hildegard Ilse (1905–1939), die Söhne Hans Werner Skafte (1906–1945), Ove Skafte (1909–1995) und Arne Skafte (1912–1994). Hans Werner und Arne erhielten eine technische Ausbildung, Ove studierte Volkswirtschaft und gründete 1949 die Rasmussen GmbH. Die Kinder arbeiteten nach ihrer Ausbildung in den Unternehmen der Familie. Hans Werner Rasmussen wurde am 2. Juni 1945 als Geschäftsführer der Framo von der sowjetischen Besatzungsmacht verhaftet und starb am 21. September 1945 im Internierungslager Toszek.

## Wirken

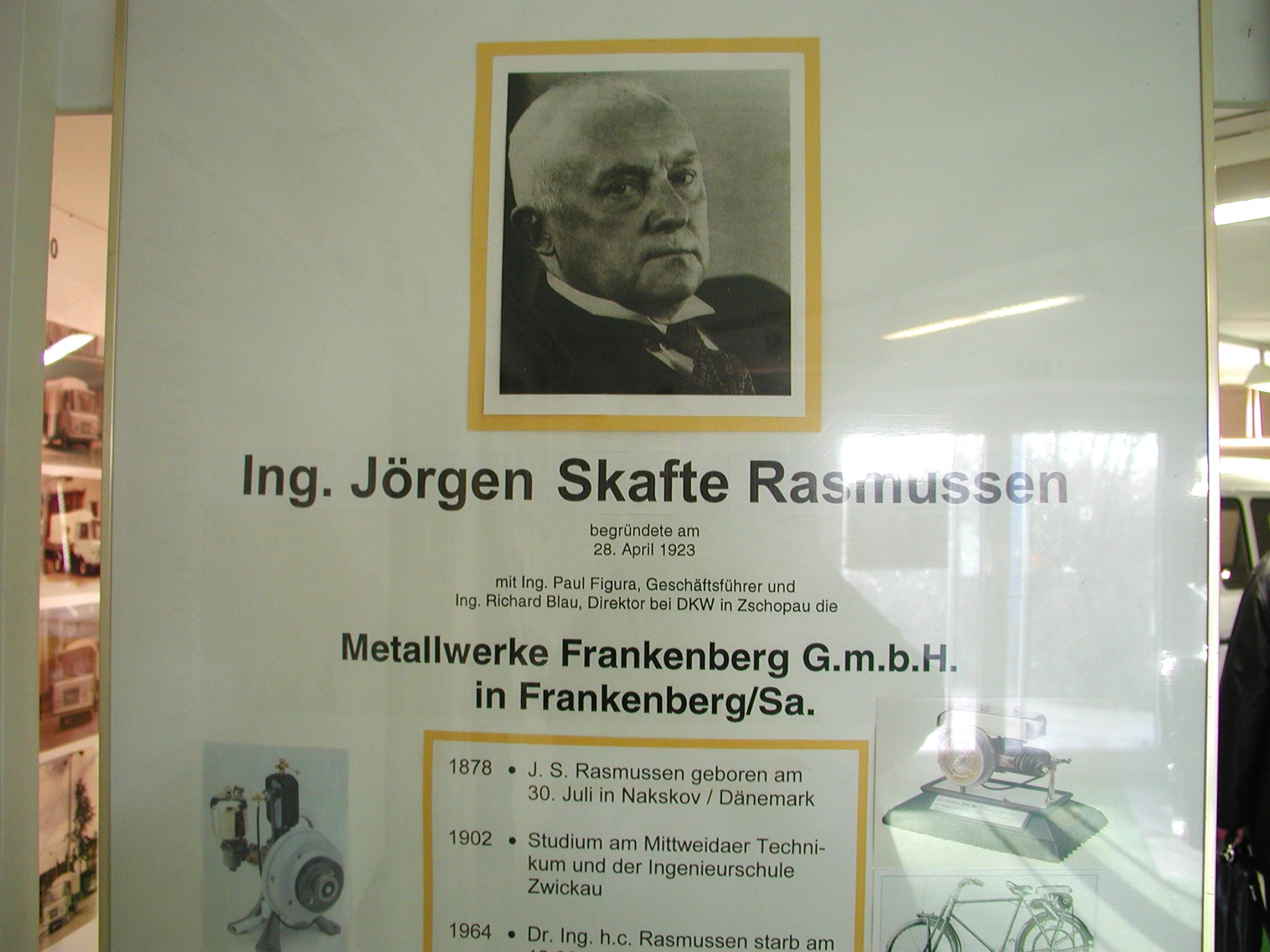
Rasmussen auf einer Ausstellungstafel des Framo-Museums in Frankenberg mit dem Hinweis auf die Gründung einer eigenen Fabrik 1923

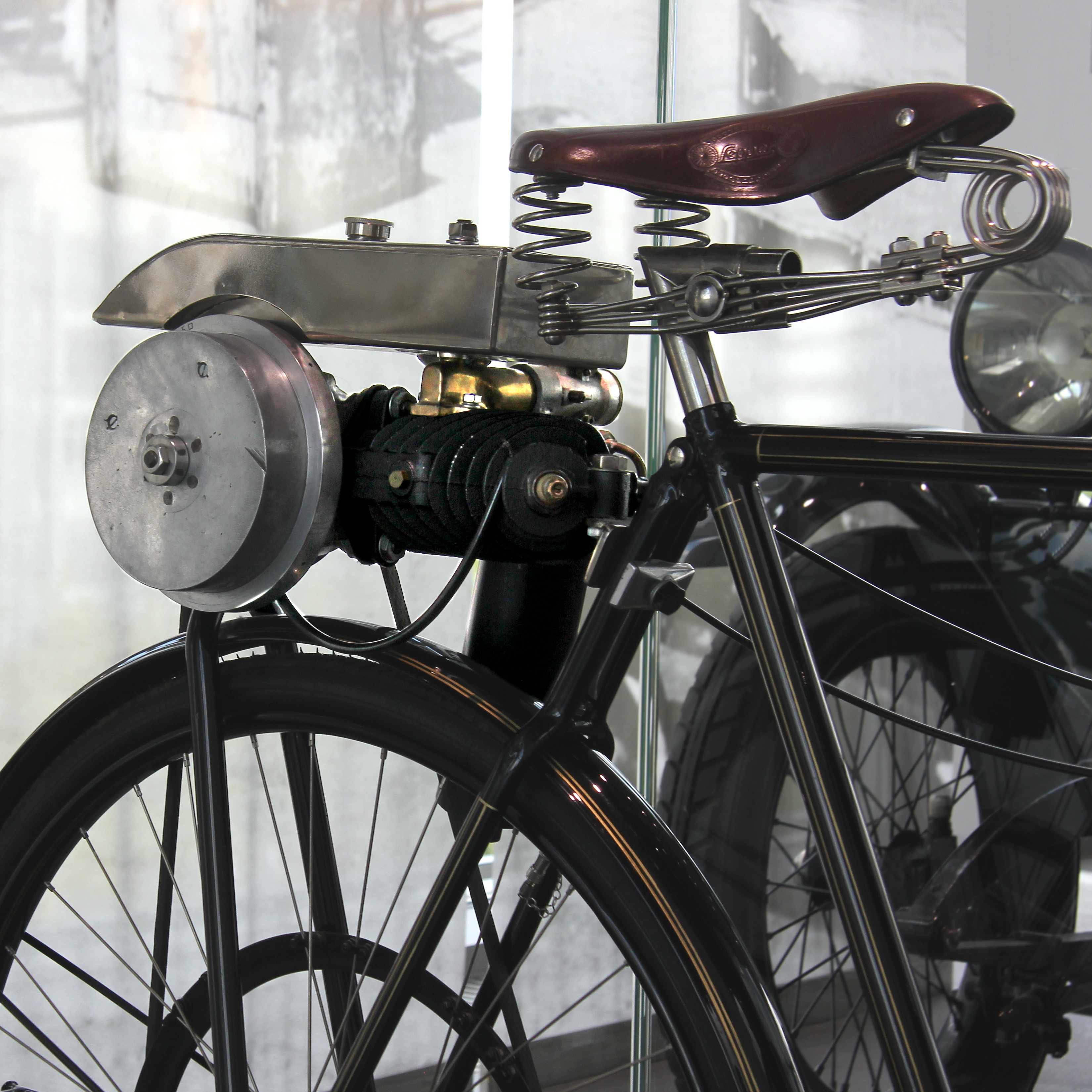
DKW-Fahrradhilfsmotor

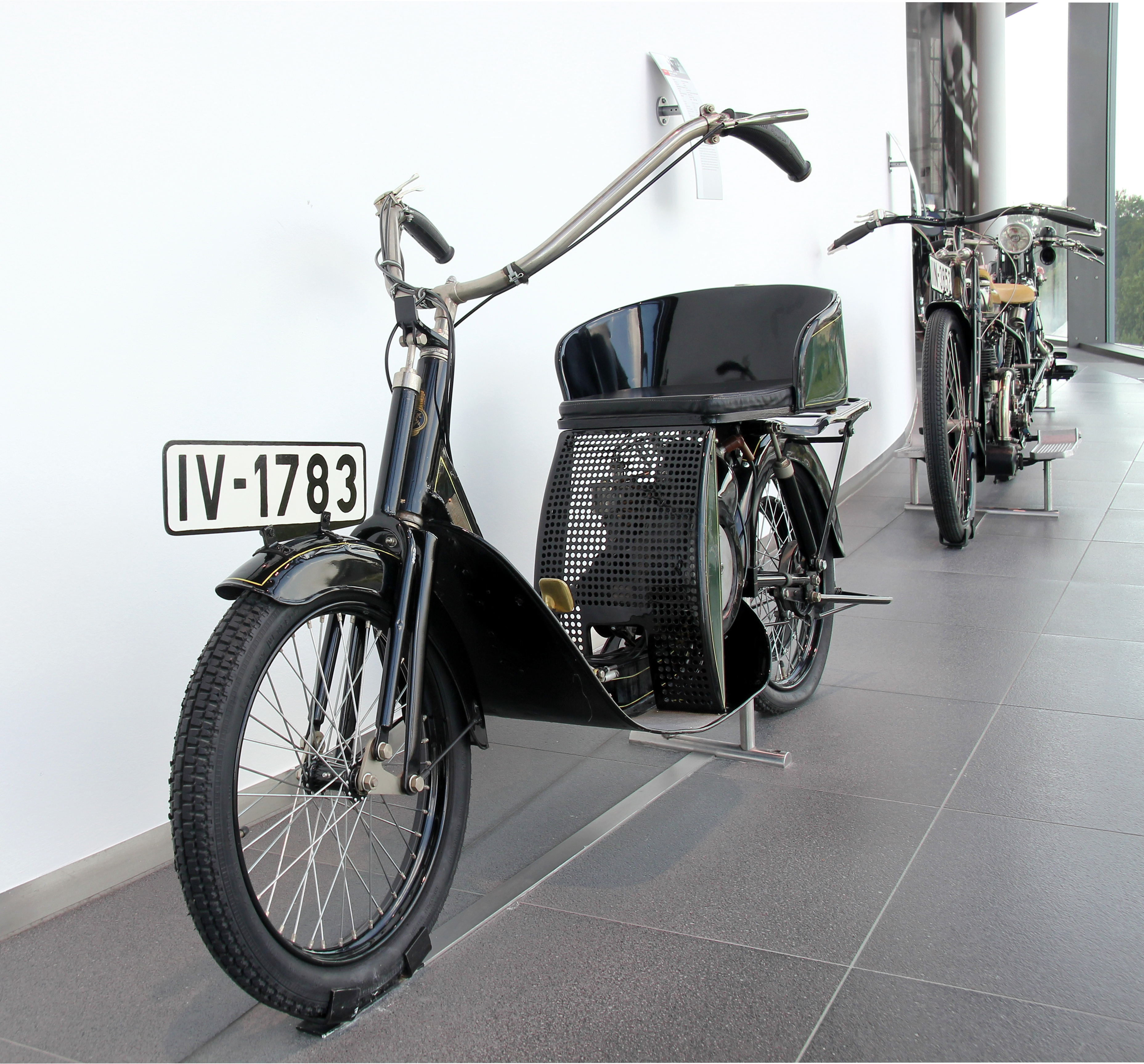
DKW-Sesselrad „Lomos“ 1923

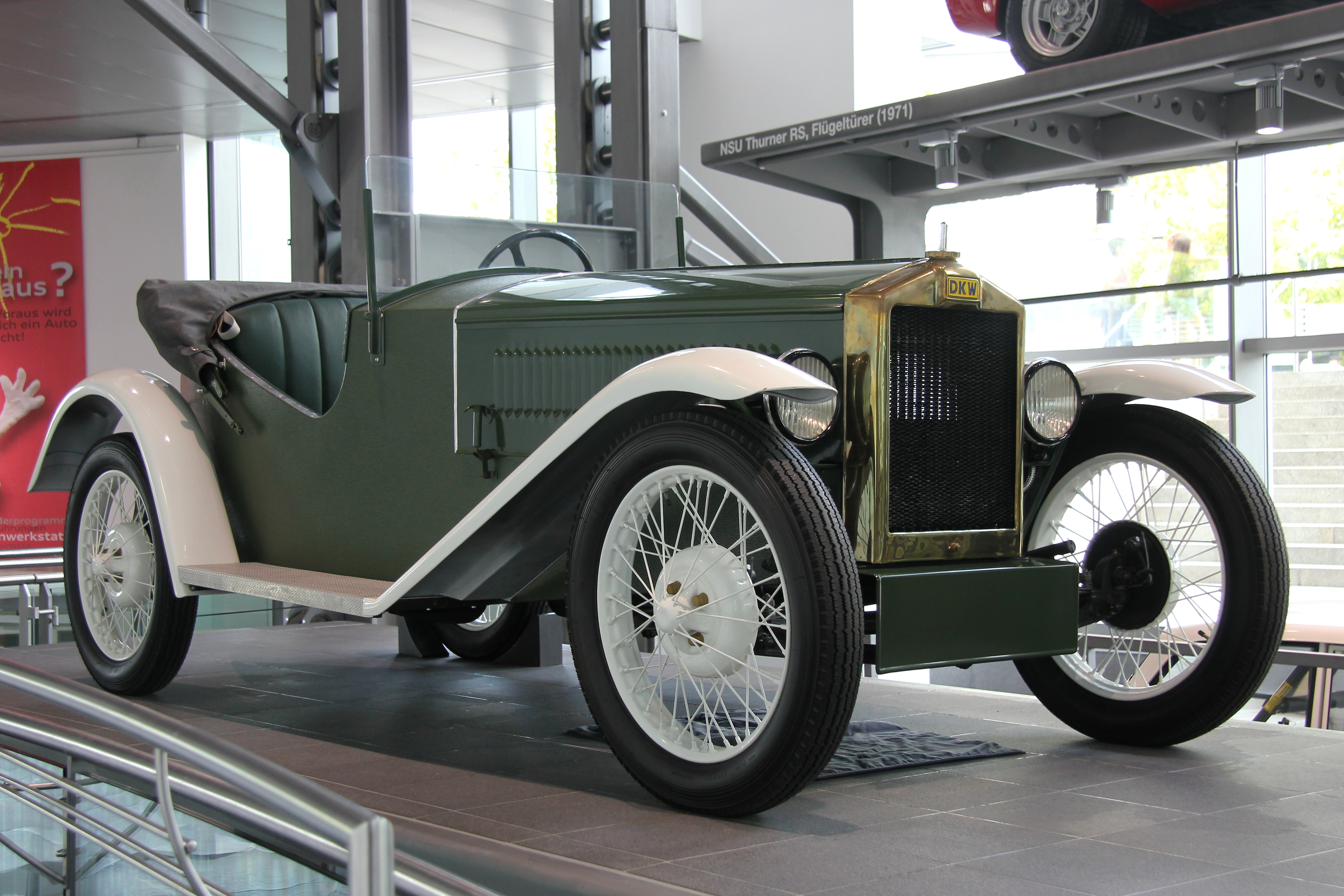
DKW PS 600 Sport von 1930 mit Hinterradantrieb

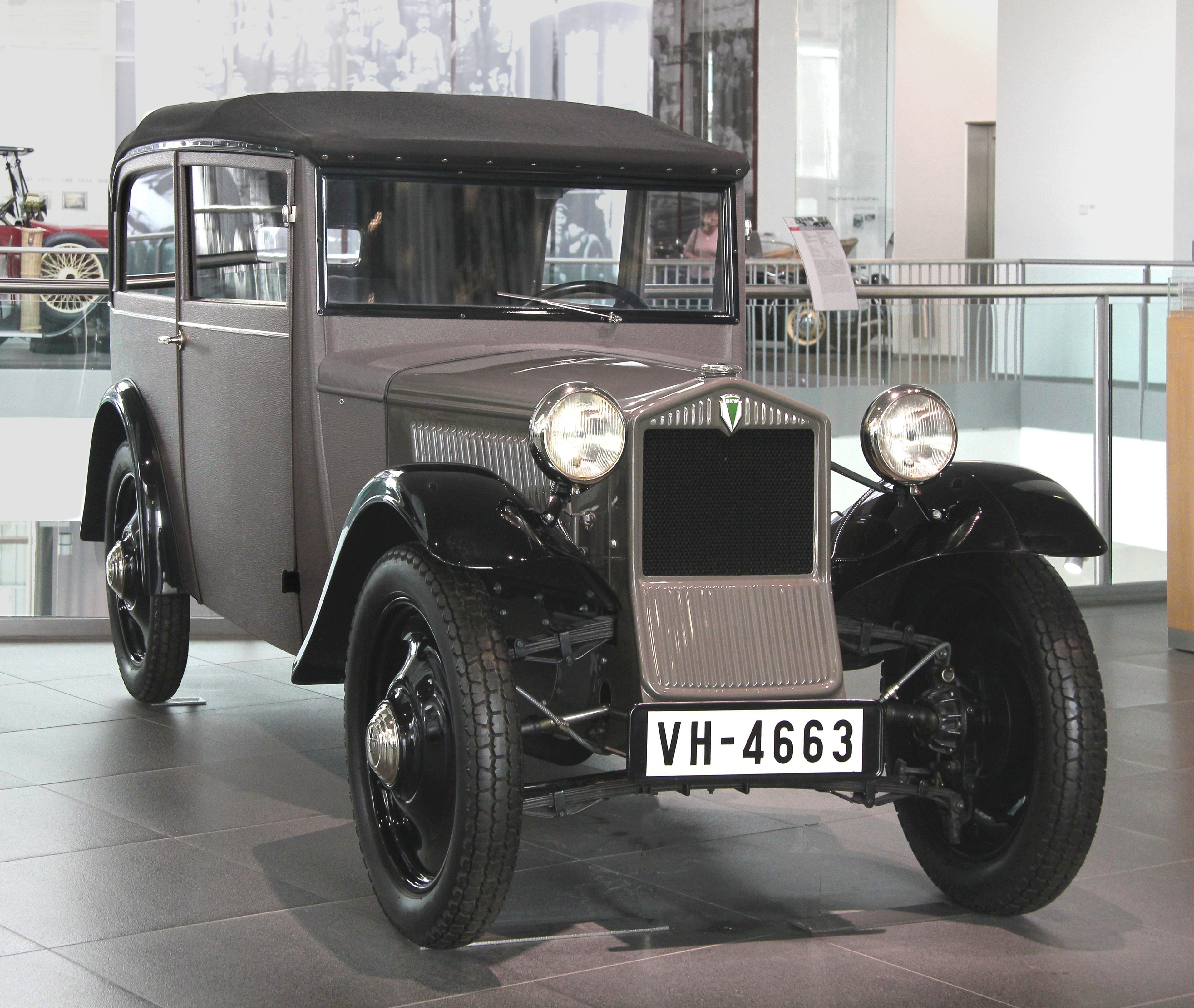
DKW Frontwagen 1931

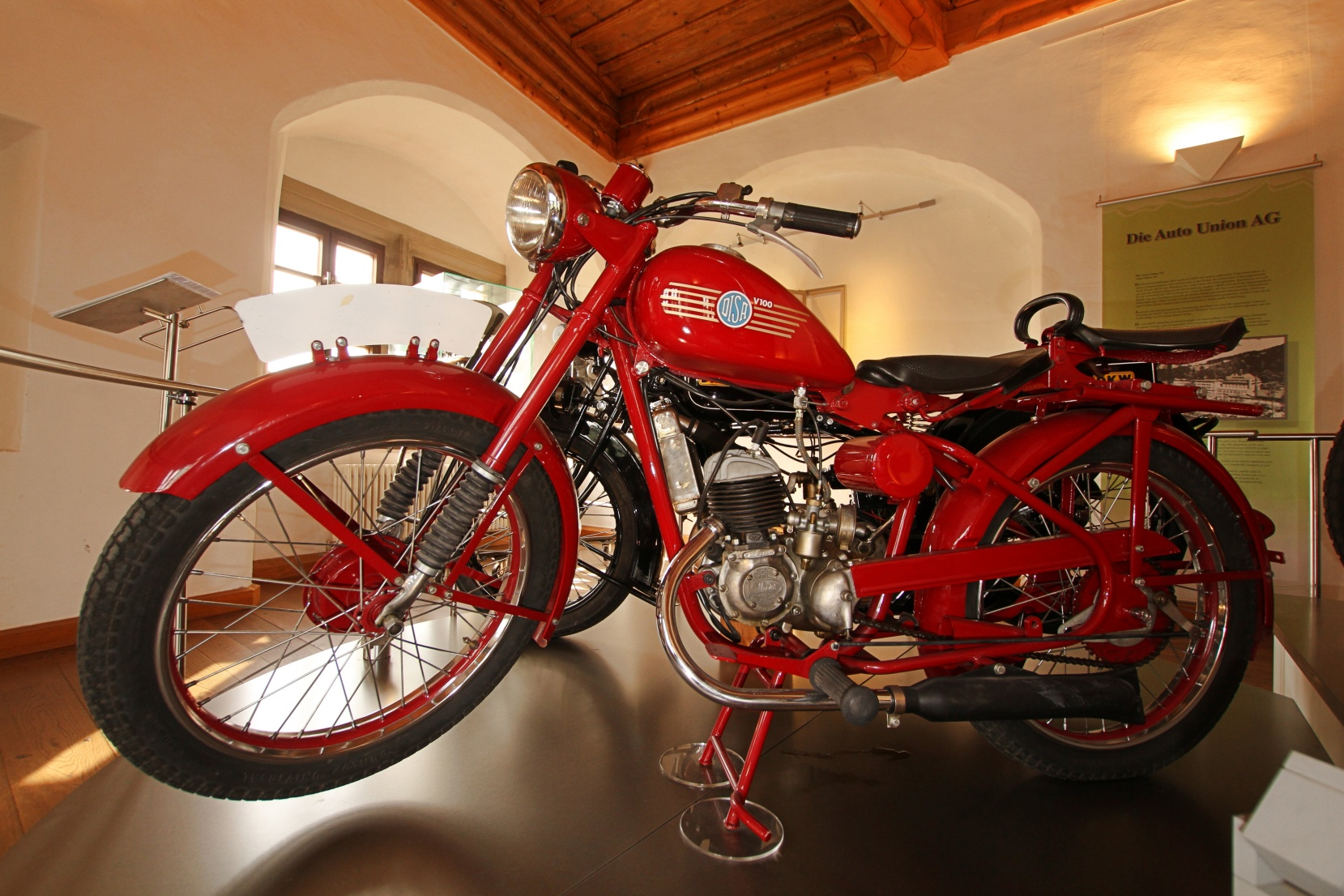
Motorrad DISA V 100

Mit dem Kaufmann Carl Ernst, der aus Köln stammte, gründete Jørgen Skafte Rasmussen 1903 die Firma Rasmussen & Ernst (RE). Das Unternehmen produzierte und vertrieb Dampfkesselarmaturen und Metallwaren. Finanziert wurde die Gründung des Unternehmens, das in dem Gebäude Am Markt 15 in Chemnitz seinen ersten Sitz hatte, nach der Aussage von Ove Rasmussen von einem Schweizer namens Keller, den sein Vater während einer Eisenbahnfahrt kennen gelernt hatte. Im Gründungsjahr beantragte Jørgen Skafte Rasmussen sein erstes Gebrauchsmuster auf einen Drehstahlhalter. 1904 verließ Carl Ernst das Unternehmen. Nach seinem Ausscheiden bezog Jørgen Skafte Rasmussen neue Räume in der Alten Kunsthütte in der Annaberger Straße 25 in Chemnitz. Er stellte hauptsächlich Zubehör für Dampfmaschinen her und meldete ab 1906 zahlreiche Erfindungen an, darunter eine Reibemaschine für Feldfrüchte, eine Messer- und Gabelputzmaschine und einen Azetylen-Sauerstoffbrenner für Scheinwerfer. 1907 erhielt er sein erstes Patent mit der Nummer DRP 190 137. Es betraf eine Schleudermaschine zum Entölen und Trocknen von Textilgut, welches als Putzmittel verwendet worden ist. Ein zweites Patent wurde Rasmussen 1915 zuerkannt. Auch zahlreiche Gebrauchsmuster wurden für ihn eingetragen. Größeren Erfolg hatte Rasmussen besonders mit seinen Hochdruck-Abschlämm-Ventilen, einem Speisewasser-Reiniger und Ölreinigungsapparat. 1913 warb er damit, dass die Imperator, der zu dieser Zeit größte deutsche Passagierdampfer, mit Rasmussen-Abdampf-Entölern ausgestattet sei.
Im Jahr 1906 kaufte Jørgen Skafte Rasmussen die stillgelegte Barth’sche Tuchfabrik im Tischautal in Zschopau, um dort die Produktion zu erweitern. Weil die in der Region dominierende Textilindustrie unter einer Krise litt, konnte Rasmussen in Zschopau und Umgebung genügend Fabrikarbeiter anwerben. Am 13. April 1907 ließ Rasmussen unter dem Namen Rasmussen & Ernst sein Unternehmen in das Handelsregister beim Amtsgericht in Zschopau eintragen. Gefertigt wurden Haushalts- und Werkstattgeräte, Kotflügel, Fahrzeugbeleuchtungen, Abdampfentöler für Dampfkraftanlagen, Vulkanisierapparate und Zentrifugen.
1912 gründete Jørgen Skafte Rasmussen die Zschopauer Maschinenfabrik J. S. Rasmussen und führte das Unternehmen allein weiter. Das Unternehmen Rasmussen & Ernst existierte bis 1953.
Im Ersten Weltkrieg produzierte die Zschopauer Maschinenfabrik u. a. Zündkapseln und Granatzünder und führte die seit 1912 durchgeführten Experimente mit Dampfkraftwagen (DKW) weiter, die der dänische Ingenieur Svend Aage Mathiesen leitete. Er sollte in Zschopau die Serienproduktion von Dampfkraftwagen nach dem Muster Rollin H. Whites aufbauen. Mindestens zwei Prototypen wurden 1916 hergestellt.
Nach dem Kriegsende gab Rasmussen die Arbeit an den dampfgetriebenen Fahrzeugen auf; bleibend dagegen war das davon abgeleitete Akronym DKW. 1918 begann mit einem Spielzeugmotor die Fertigung von Verbrennungsmotoren nach dem Zweitaktprinzip. Allerdings wollte Bosch in Stuttgart die Schwungrad-Zündanlage nicht fertigen; deshalb gründete Rasmussen mit Richard Blau 1919 in Zschopau die Rota Magnet-Apparatebau GmbH. Die Weiterentwicklung zum Fahrradhilfsmotor verhalf dem Unternehmen zum Durchbruch. Ab 1921 stellte Rasmussen Fahrräder mit Hilfsmotoren – im Volksmund scherzhaft „Arschwärmer“ genannt – serienmäßig her und verkaufte sie sehr erfolgreich unter dem Slogan „DKW, das kleine Wunder, läuft bergauf wie andre runter!“. 1919 wurde Bruno Cavani in Bologna der erste DKW-Vertreter außerhalb Deutschlands. 1921 unternahm Rasmussen seine erste Reise in die USA. Danach führte er die Fließbandfertigung in seinem Unternehmen ein.
1919 lernte Rasmussen das kleine Elektrofahrzeug der SB-Automobil-Gesellschaft m.b.H. in Berlin-Charlottenburg kennen. Er kaufte 100 der mit einer selbsttragenden Karosserie aus Triplex-Kunststoff ausgestatteten Fahrzeuge. Die Zusammenarbeit führte dazu, dass Rasmussen als Mitgesellschafter in das Unternehmen eintrat. Das Unternehmen verkaufte in den folgenden Jahren Fahrzeuge in größerer Stückzahl. Nach einem Erdbeben in Japan 1923 und den inflationsbedingten Schwierigkeiten geriet dieses Unternehmen in Schwierigkeiten. Rasmussen unterstützte es und ließ zusätzlich Kleinwagen mit DKW-Benzinmotoren herstellen. Emil Fischer konstruierte in Zschopau ein Cyclecar, genannt „Der Kleine Bergsteiger“. Das verhinderte den Konkurs im Juni 1924 nicht. Insgesamt wurden 2005 Fahrzeuge hergestellt, davon 266 mit DKW-Motor. Rasmussen übernahm die Konkursmasse und fügte sie als J. S. Rasmussen AG, Filiale Berlin seinem Konzern hinzu und ließ dort Elektro-Kraftdroschken und Lieferwagen bauen. 1926 siedelte das Unternehmen in die neugegründete Filiale der Zschopauer Motorenwerke J. S. Rasmussen AG in Berlin-Spandau über. Dort wurde ab 1928 unter der Leitung von Rudolf Slaby der zweisitzige DKW Typ P mit selbsttragender Holzkarosserie und DKW-Zweizylinder-Zweitaktmotor produziert.
1921 nahm Rasmussens Unternehmen das neuartige, sogenannte Sesselrad Golem des Berliner Motorradherstellers Ernst Eichler in das Produktions- und Verkaufsprogramm auf. Die Fahreigenschaften waren jedoch unbefriedigend, sodass schon ein Jahr später das sogenannte Sesselmotorrad Lomos, ein Vorläufer des Motorrollers, nachfolgte. Dieses Zweirad hatte im Gegensatz zu den meisten Motorrädern seiner Zeit eine Hinterradfederung (Schwinge mit Federbein). Die konsequente Weiterentwicklung des Fahrradhilfsmotors durch seinen Chefkonstrukteur Hermann Weber mündete 1922 im Beginn der Serienproduktion von Motorrädern. Er konstruierte einen verstärkten Rahmen, der noch stark einem Fahrradrahmen glich. Mit mehreren solchen Modellen nahm das Zschopauer Werk 1922 an der Reichsfahrt teil und belegte in seiner Klasse die ersten drei Plätze, woraufhin das kleine Motorrad mit dem prestigeträchtigen Namen Reichsfahrtmodell vermarktet wurde. Das Fahrzeug hatte in seinen ersten Ausführungen zwar noch große Ähnlichkeit mit einem Hilfsmotorfahrrad (z. B. Tretkurbelantrieb), gilt rückblickend jedoch als das erste Serienmotorrad von DKW. Um den Aufbau eines DKW-Händlernetzes kümmerte sich ab 1921 der als Rasmussens Assistent angestellte Österreicher Carl Hahn.
Unmittelbar nach der Einführung der Rentenmark am Ende der Hyperinflationszeit wurde am 22. Dezember 1923 die Zschopauer Motorenwerke J. S. Rasmussen AG mit Rasmussen als Hauptaktionär gegründet. Mit dem Beginn des konjunkturellen Aufschwungs folgte 1925 das erste Erfolgsmodell von DKW, die DKW E 206 mit 206 cm³ Hubraum, mit der DKW zu den führenden deutschen Motorradproduzenten aufstieg. Das robuste Gebrauchsmotorrad war ab 750 Reichsmark erhältlich und damit im Durchschnitt rund 200 RM günstiger als vergleichbare Modelle der Mitbewerber. Überdies beruhte der Erfolg als „Verkaufsschlager“ auf einer Gesetzesänderung: Ab 1. April 1928 waren zwei- und dreirädrige Kraftfahrzeuge bis 200 cm³ Hubraum steuer- und führerscheinfrei. DKW reagierte prompt, verringerte den Hubraum geringfügig und bot das Modell einerseits als E 200 an und lieferte für bereits verkaufte E 206 Umrüstsätze. Von beiden Modellvarianten wurden bis 1929 über 68.000 Stück hergestellt. Noch 1936 waren 34,6 Prozent aller im Deutschen Reich zugelassenen Motorräder von DKW.
Zur Fertigung von Motorradarmaturen, Schrauben und Drehteilen gründete Rasmussen 1922 die Metallwerke Zöblitz, zu denen 1924 die Zweigwerke Marienberg und Hüttengrund hinzukamen. Aus einer ehemaligen Sattelfabrik entstanden 1923 die Metallwerke Frankenberg/Sachsen, die 1934 zur Framo-Werke GmbH umgewandelt wurden. Mitte der 1920er Jahre kaufte Rasmussen von dem Chemnitzer Maschinenbauer Moll das Werk Scharfenstein. Daraus entstand 1931 die Tochterfirma Deutsche Kühl- und Kraftmaschinen GmbH (DKK). 1927/28 folgten die Nestler & Breitfeld AG mit dem Eisenwerk Erla, aus dem 1933 die Eisen- und Flugzeugwerk Erla GmbH hervorging, die Schüttoff A.-G. in Chemnitz und die Audiwerke AG Zwickau. Außerdem beteiligte er sich 1926 an der Berliner Maschinenfabrik Prometheus GmbH, der Elcamo-Motor-Aggregatebau GmbH sowie der Eisengießerei Annaberg.
Rasmussens Unternehmensgruppe wuchs innerhalb weniger Jahre vom mittelständischen Betrieb zum Konzern. Nach 1928 wurden die Zschopauer Motorenwerke mit ihren DKW-Motorrädern zum größten Hersteller weltweit. Täglich wurden bis zu 300 Motorräder und 350 Motoren hergestellt. Rasmussen verschuldete sich in großem Umfang. Der Direktor der Commerzbank Friedrich von Au warf ihm 1935 „eine beträchtliche Portion Oberflächlichkeit“ vor. Ab 1931 wurden bei Audi in Zwickau DKW-Frontwagen produziert, während die Filiale in Berlin-Spandau die DKW-Modelle mit Hinterradantrieb baute. Die 1930 gegründeten Luma-Werke in Stuttgart stellten die DKW-„Dynastart“-Generatoren her. Später kaufte die Auto Union das Luma-Werk, verlegte es zusammen mit dem Zschopauer Rota-Apparatebau in das ehemalige Schüttoff-Werk in der Chemnitzer Rößlerstraße und baute dieses Werk ab 1934 zum Hauptzulieferer für die elektrotechnische Ausrüstung aller Fahrzeuge des Auto-Union-Konzerns aus.
Rasmussen engagierte sich in neuen Technologien: 1929 stellte er als Erster in Europa einen Haushalt-Kühlschrank vor, der als „DKW-Kühlung“ zum festen Begriff wurde. Das Tochterunternehmen Deutsche Kühl- und Kältemaschinen GmbH (die spätere DKK Scharfenstein) fertigte Kühltechnik für Haus und Gewerbe.
Die Weltwirtschaftskrise von 1929 traf auch Rasmussens Unternehmen hart. Auf Initiative der Sächsischen Staatsbank, die als Hausbank die Expansion der Werke finanziert hatte, wurden im Juni 1932 rückwirkend zum 1. November 1931 die Zschopauer Motorenwerke mit ihrer Tochtergesellschaft Audiwerke AG Zwickau, der Horchwerke AG (ebenfalls Zwickau) und dem Automobilwerk Siegmar der Wanderer-Werke in Schönau bei Chemnitz zur Auto Union AG fusioniert. Die Hauptverwaltung wurde bis 1936 im DKW-Werk in Zschopau untergebracht und Rasmussen zum Vorstandsmitglied berufen. Doch bereits Ende 1934 führten Differenzen mit anderen Vorstandsmitgliedern zu seiner Entlassung aus dem Vorstand. Nach mehrjährigen Streitigkeiten mit dem Konzern erhielt er auf Anweisung Adolf Hitlers Anfang 1938 von Reichsjustizminister Franz Gürtner eine Abfindung im Gesamtbetrag von 1,3 Millionen Reichsmark (heute rd. 6.800.000 Euro) zugesprochen.
In den 1950er Jahren baute er in Zusammenarbeit mit der Dansk Industri Syndikat A/S Motorräder unter dem Namen DISA.

## Auszeichnungen
- 1938 erhielt er von der Technischen Hochschule Dresden die Ehrendoktorwürde.
- 1939 verlieh ihm König Christian X. von Dänemark den Dannebrogorden.

Das Institut für Produktionstechnik der Westsächsischen Hochschule Zwickau vergibt seit 2007 jährlich den Rasmussen-Preis für die beste Abschlussarbeit des Jahres im Bereich Produktionstechnik. Die Gebäude der Fakultät Automobil- und Maschinenbau, zu denen auch das Institut gehört, wurden nach Rasmussen benannt.